# Maniola iskander
Maniola iskander är en fjärilsart som beskrevs av Arthur Francis Hemming 1941. Maniola iskander ingår i släktet Maniola och familjen praktfjärilar. Inga underarter finns listade i Catalogue of Life.

## Bildgalleri

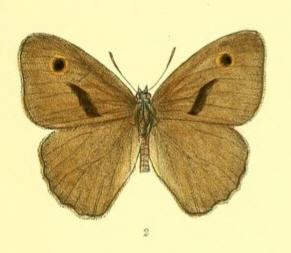